# Szúcsúma
A Suzhou számok vagy más néven huama, egy olyan számrendszer, amelyet Kínában használtak az arab számok bevezetése előtt.

## Történelem

Az ötös illetve a kilences Suzhou számok az ezeknek megfelelő rúd számok vízszintes alakjaiból eredeztethetőek.

A Suzhou számrendszer az egyetlen fennmaradt változata az egykori rúd számrendszernek. A rúd számrendszer egy, a kínaiak által használt  helyi értékes számrendszer melyet a matematikában alkalmaztak. A Suzhou számok A Déli Szung rúdszámok egyik változata.
A Suzhou számokat gyorsírásként használták olyan kereskedelmi területeken ahol nagy mennyiségű számmal kellett dolgozni, mint például a könyvelésnél. Ugyanakkor az általános kínai számokat használták a formális írásban, hasonlóan ahhoz ahogyan az angolban ejtik ki a számokat. A Suzhou számok egykor népszerűek voltak a kínai piacokon - mint például a Hongkongban levőkön - a helyi szállítással együtt, az 1990-es évek előtt, de végül fokozatosan kiszorították az Arab számok. Maga a folyamat hasonló ahhoz, mint ami Európában lezajlott a római számokkal, melyeket az ősi illetve a középkori Európában a matematika és a kereskedelem használt. Napjainkban a Suzhou számrendszert csak a kínai piacokon használják árazásra illetve tradicionális kézzel írott számlákon.

## Szimbólumok
A Suzhou számrendszerben speciális szimbólumokat használtak a számjegyek jelölésére, a kínai karakterek helyett. A Suzhou számok számjegyei az Unicode rendszerben az U+3021 illetve az U+3029 között vannak megadva.
| Szám | "Shuzhou" | "Shuzhou" | CJK Ideogrammák | CJK Ideogrammák |
| Szám | Írásjegy  | Unicode   | Írásjegy        | Unicode         |
| ---- | --------- | --------- | --------------- | --------------- |
| 0    |           |           | 〇              | U+3007          |
| 1    | 〡        | U+3021    | 一              | U+4E00          |
| 2    | 〢        | U+3022    | 二              | U+4E8C          |
| 3    | 〣        | U+3023    | 三              | U+4E09          |
| 4    | 〤        | U+3024    | 四              | U+56DB          |
| 5    | 〥        | U+3025    | 五              | U+4E94          |
| 6    | 〦        | U+3026    | 六              | U+516D          |
| 7    | 〧        | U+3027    | 七              | U+4E03          |
| 8    | 〨        | U+3028    | 八              | U+516B          |
| 9    | 〩        | U+3029    | 九              | U+4E5D          |

Mind az egyes, kettes illetve hármas számot függőleges rudakkal (vonalakkal, egyenesekkel) jelölik. Ez sokszor gondot okozhat, amennyiben egymás mellé kerülnek. Az ilyen esetekben sokszor szabványos kínai ideogrammákat használnak a félreértések elkerülése végett. Például a "21"-et melyet a "〢一 " jellel jelölik a " 〢〡"  helyett, ami összetéveszthető a 3-as számmal (〣). Az ilyen sorozatok első karaktere sokszor Suzhou számjegy, míg a második karakter kínai ideogramma.

## Jelölések
A számjegyek helyi értékesek. A teljes numerikus jelölési rendszert két sorba írják, így jelölvén a számértéket, a nagyságrendet illetve a mértékegységet. A rúd számrendszert követve, a Suzhou számok számjegyeit mindig vízszintesen, balról jobbra írják, akkor is ha függőlegesen írt dokumentumokon belül használják őket.
| 〤 | 〇 | 〢 | 二 |
| 十 | 元 |    |    |

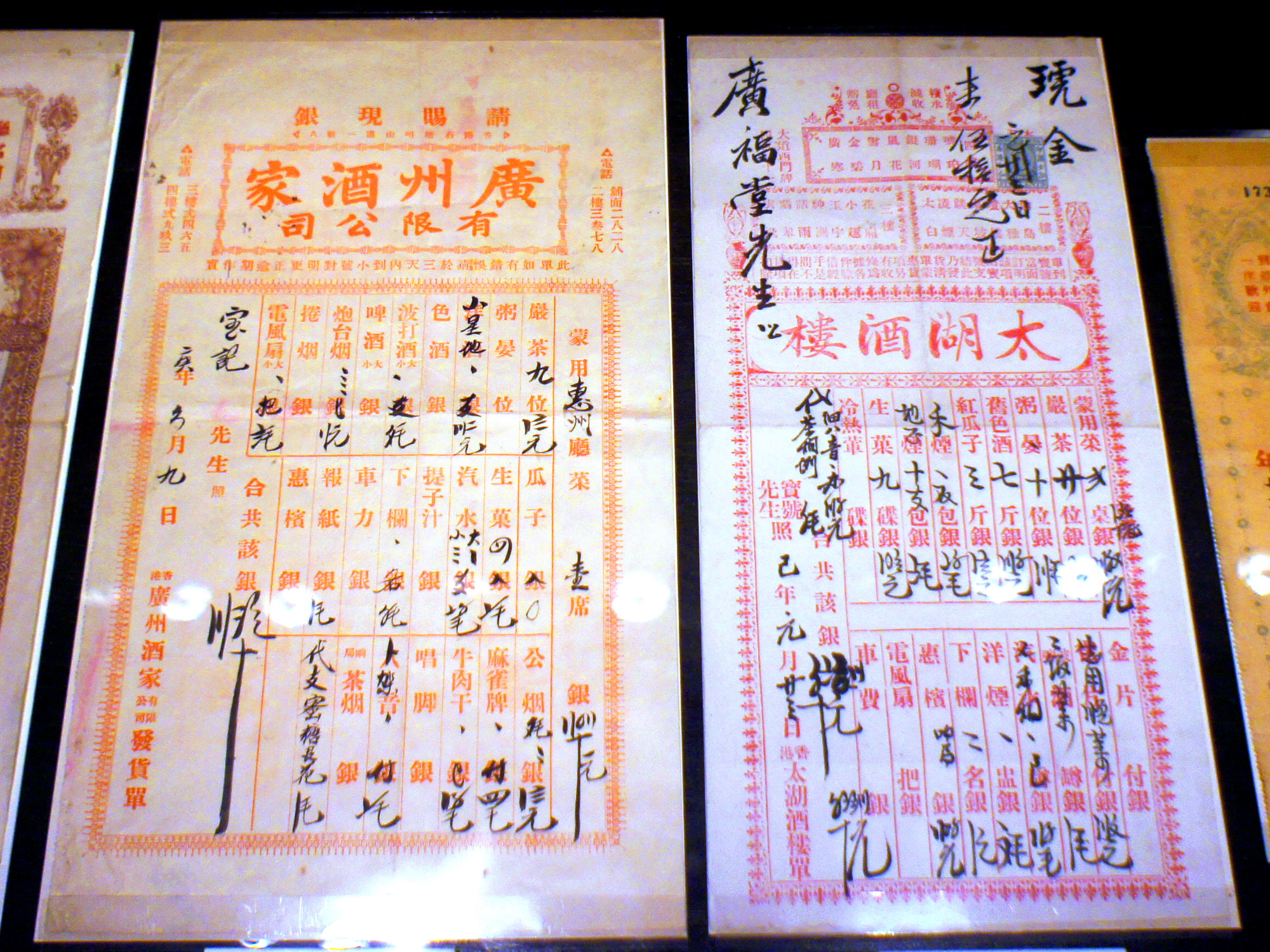
Suzhou számok éttermi vacsoraszámlákon az 1910-es, 1920-as évekből. Noha a számlák hagyományos - függőlegesen, jobbról balra - írásmóddal kerültek rögzítésre, ezzel szemben a Suzhou számok melyekkel a mennyiségeket rögzítették, balról jobbra irányú vízszintes írásmódot használnak.

Az első sor számértékeket jelöl, a " 〤〇〢二 "  például  "4022"-nek felel meg. A második sor kínai karakterekből áll, melyek az első számjegy nagyságrendjét illetve a mértékegységét jelölik a számrendszerben. Jelen esetben a "十元", mely azt jelenti "tíz yuan". Ha összetesszük akkor a következőképp olvassuk ki: "40.22 yuan".

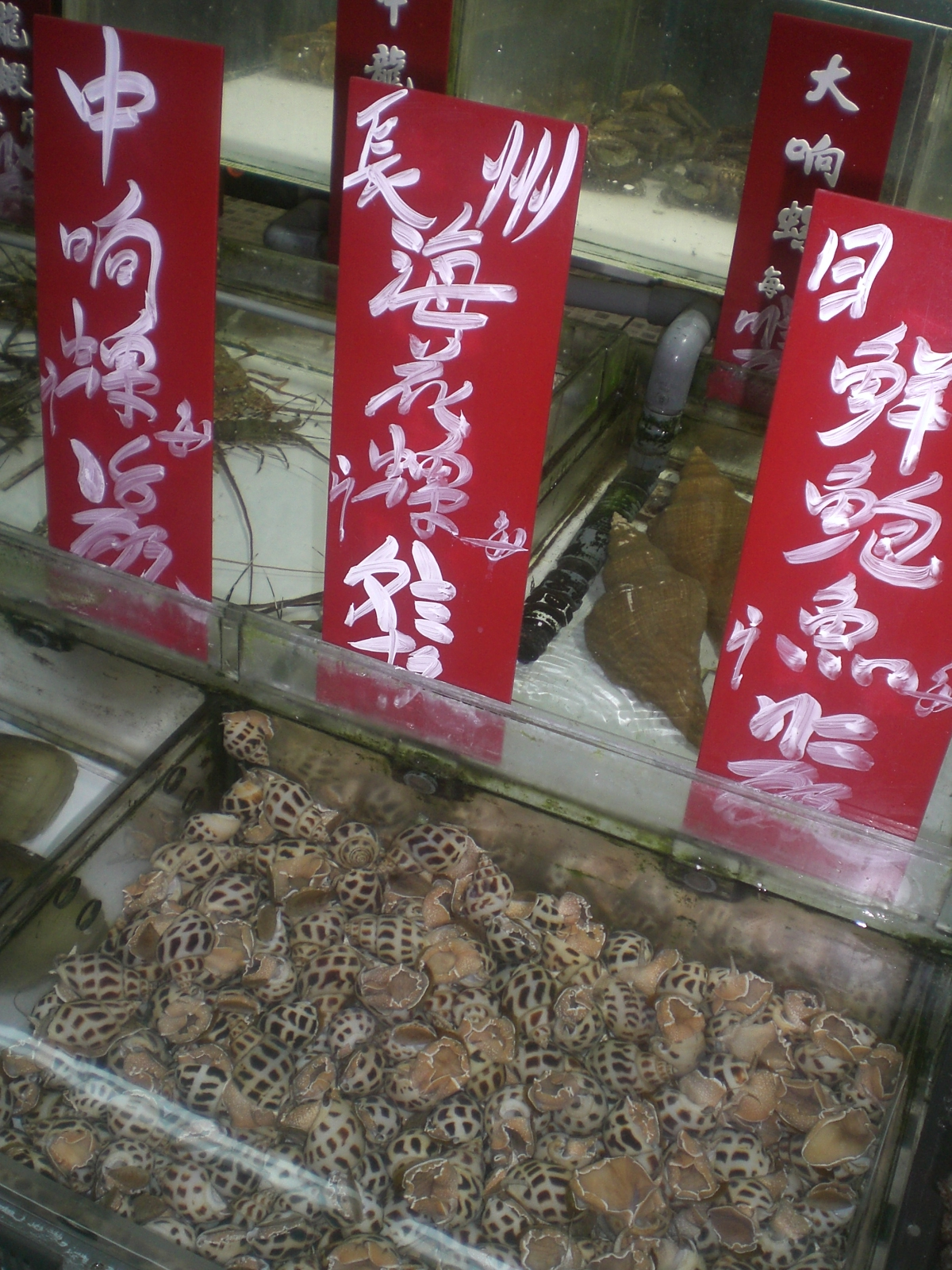
Suzhou számok a piacon Wan Chaiban.

A lehetséges karakterek jelölő nagyságrendje tartalmazza:
- qiān (千) mint ezer
- bǎi (百) mint száz
- shí (十) mint tíz
- üresen hagyva az egynek felel meg

Egyéb lehetséges karakterek jelölő nagyságrendje tartalmazza:
- yuán (元)  a dollárt jelöli
- máo (毫) vagy (毛) a tíz centnek felel meg
- lǐ (里) a  kínai mérföldet (Chinese mile) jelöli
- minden egyéb kínai mértékegység

Figyelembe kell venni, hogy a tizedesvesszőt már tartalmazza amennyiben az első számjegy a tízes pozícióban áll. A nullát az annak megfelelő jellel jelölik (〇). A kezdő illetve a záró nullák szükségtelenek ebben a rendszerben.
Ez nagyon hasonló a lebegőpontos számok modern tudományos jelöléséhez (normálalak), ahol a lényeges számjegyek a mantisszában vannak feltüntetve a nagyságrend pedig a kitevőben van megjelenítve. Továbbá a mértékegység az első számjegy mutatóval, rendszerint a "számok" sor közepéhez van igazítva.

## Helytelen elnevezés: Hangzhou
Az Unicode szabványos 3.0-s változatában ezek a karakterek helytelenül, Hangzhouként vannak elnevezve. Az Unicode szabványos 4.0-s változatában kiadtak egy közleményt az elírásról:

„A Suzhou számok (kínai su1zhou1ma3zi) speciális numerikus formák, melyet kereskedők használnak az árak feltüntetésére. A "HANGZHOU" használata egy elírás.”

Minden hivatkozás a "Hangzhou"-ra az Unicode szabványban javítva lett "Suzhou"-ra kivéve a karakterek nevét, melyeket az Unicode stabilitási elve ( Unicode Stability Policy) miatt már nem lehet megváltoztatni.

A BBC 2010-es televíziós sorozatában, A Sherlockban a "Vak Bankár" ( " The Blind Banker" ) című epizódban, Sherlock Holmes helytelenül "Hangzhou" számrendszerként hivatkozik rá, a helyes "Suzhou" helyett.

## Szúcsúma
Szúcsúma ( スーチューマ sūchūma)
Okinava egyes részein a Meidzsi-korszak közepéig használták számok írására. Vidékenként a jelek eltértek, 13 változatot tartanak számon. Helyenként a varazannal használták együtt. Végső soron a kínai suzhouma-ra (蘇州碼） megy vissza.